# Microarthridion laurenticum
Microarthridion laurenticum is een eenoogkreeftjessoort uit de familie van de Tachidiidae. De wetenschappelijke naam van de soort is voor het eerst geldig gepubliceerd in 1940 door Nicholls.